# Marist Football Club
Maillots
Le Marist Football Club est un club de football salomonais basé à Honiara.

## Histoire
Ils ont été lauréats de la saison 2005-2006 du championnat national des Îles Salomon.
Ils se sont qualifiés pour la Coupe des champions d'Océanie 2006 à Auckland (Nouvelle-Zélande) qui a eu lieu en mai 2006. Le Marist FC a été éliminé en phase de groupes de l'ouverture du tournoi, perdant 10-1 dans leur match d'ouverture face au futur finaliste, l'AS Pirae de Tahiti, avant de perdre un autre et d'en gagner un.

## Palmarès
- Championnat des Îles Salomon (3)
  - Champion : 2006, 2009 et 2016

## Performance dans les compétitions OFC
- Ligue des champions de l'OFC : 3 apparitions
  - 2006 : Phases de poules
  - 2007 : Phases de poules
  - 2010 : Phases de poules